# Kruibeke
Kruibeke – miejscowość i gmina w Belgii, w Regionie Flamandzkim, w prowincji Flandria Wschodnia, w okręgu Sint-Niklaas.

## Podział administracyjny
W skład gminy wchodzą dwie dzielnice (deelgemeente):
- Bazel
- Rupelmonde

## Historia
Kruibeke powstało jako osada wokół zamku Altena należąca do obecnej dzielnicy Bazel. Pierwsza znana wzmianka o miejscowości znajduje się w statucie z 1055 roku w opactwie w Gandawie. Na przełomie XIII i XIV wieku uniezależniła się od Bazel. Pod obecną pisownią po raz pierwszy pojawiła się 21 czerwca 1929 roku w Dzienniku Urzędowym.

## Demografia
- Źródła:NIS, :od 1806 do 1981= według spisu; od 1990 liczba ludności w dniu 1 stycznia

1 stycznia 2024 całkowita populacja Kruibeke liczyła 17 072 osoby. Łączna powierzchnia gminy wynosi 33,53 km², co daje gęstość zaludnienia 509 mieszkańców na km².

## Współpraca
Miejscowości partnerskie:
- Al `Udayn, Jemen
- Gangelt, Niemcy
- Holsthum, Niemcy
- Mołdawica, Rumunia
- Wissekerke, Niderlandy